# Discografia de Alesha Dixon
Esta é a lista discográfica da cantora Alesha Dixon. Inclui os dois álbuns editados e os quatro singles lançados da cantora pop.

## Álbuns de estúdio
| Ano  | Detalhes                                                                                        | Melhores posições nas tabelas | Melhores posições nas tabelas | Melhores posições nas tabelas | Melhores posições nas tabelas | Melhores posições nas tabelas | Melhores posições nas tabelas | Melhores posições nas tabelas | Melhores posições nas tabelas | Certificações           |
| Ano  | Detalhes                                                                                        | UK                            | FIN                           | FRA                           | IRE                           | JPN                           | NET                           | SPA                           | SWI                           | Certificações           |
| ---- | ----------------------------------------------------------------------------------------------- | ----------------------------- | ----------------------------- | ----------------------------- | ----------------------------- | ----------------------------- | ----------------------------- | ----------------------------- | ----------------------------- | ----------------------- |
| 2006 | Fired Up - Lançamento: 20 de Fevereiro de 2008 (Apenas no Japão) - Editoras: Polydor            | —                             | —                             | —                             | —                             | 54                            | —                             | —                             | —                             |                         |
| 2008 | The Alesha Show - Lançamento: 24 de Novembro de 2008 - Editora: Asylum Records (#5051865103325) | 11                            | 23                            | 39                            | 74                            | —                             | 80                            | 23                            | 69                            | - : 335,000 - : Platina |
| 2010 | The Entertainer - Lançamento: 28 de Novembro de 2010 - Editora: Asylum Records (#5051865103325) | 84                            | —                             | —                             | —                             | —                             | —                             | —                             | —                             |                         |
| 2015 | Do It for Love - Lançamento: 9 de Outubro de 2015 - Editora: Precious Stone Records             | 81                            | —                             | —                             | —                             | —                             | —                             | —                             | —                             |                         |

## Singles
| Ano                                          | Título                                   | Melhores posições nas tabelas musicais | Melhores posições nas tabelas musicais | Melhores posições nas tabelas musicais | Melhores posições nas tabelas musicais | Melhores posições nas tabelas musicais | Melhores posições nas tabelas musicais | Melhores posições nas tabelas musicais | Melhores posições nas tabelas musicais | Melhores posições nas tabelas musicais | Melhores posições nas tabelas musicais | Melhores posições nas tabelas musicais | Álbum              |
| Ano                                          | Título                                   | UK                                     | BEL                                    | DEN                                    | SPA                                    | FIN                                    | FRA                                    | IRE                                    | ITA                                    | NET                                    | SWE                                    | SWI                                    | Álbum              |
| -------------------------------------------- | ---------------------------------------- | -------------------------------------- | -------------------------------------- | -------------------------------------- | -------------------------------------- | -------------------------------------- | -------------------------------------- | -------------------------------------- | -------------------------------------- | -------------------------------------- | -------------------------------------- | -------------------------------------- | ------------------ |
| 2006                                         | "Lipstick"                               | 14                                     | —                                      | —                                      | —                                      | —                                      | —                                      | 42                                     | —                                      | —                                      | —                                      | —                                      | Fired Up           |
| 2006                                         | "Knockdown"                              | 45                                     | —                                      | —                                      | —                                      | —                                      | —                                      | —                                      | —                                      | —                                      | —                                      | —                                      | Fired Up           |
| 2008                                         | "The Boy Does Nothing"                   | 5                                      | 16                                     | 31                                     | 1                                      | 2                                      | 2                                      | 19                                     | 8                                      | 12                                     | 7                                      | 7                                      | The Alesha Show    |
| 2009                                         | "Breathe Slow"                           | 3                                      | —                                      | —                                      | —                                      | —                                      | —                                      | 18                                     | 37                                     | —                                      | —                                      | —                                      | The Alesha Show    |
| 2009                                         | "Let's Get Excited"                      | 13                                     | —                                      | —                                      | —                                      | 14                                     | —                                      | 36                                     | —                                      | —                                      | —                                      | —                                      | The Alesha Show    |
| 2009                                         | "To Love Again"                          | 15                                     | —                                      | —                                      | —                                      | —                                      | —                                      | —                                      | —                                      | —                                      | —                                      | —                                      | The Alesha Show    |
| 2010                                         | "Drummer Boy"                            | 15                                     | —                                      | —                                      | 26                                     | —                                      | —                                      | 23                                     | —                                      | —                                      | —                                      | —                                      | The Entertainer    |
| 2010                                         | "Radio""                                 | 46                                     | —                                      | —                                      | —                                      | —                                      | —                                      | —                                      | —                                      | —                                      | —                                      | —                                      | The Entertainer    |
| 2011                                         | "Every Little Part of Me" (com Jay Sean) | 78                                     | —                                      | —                                      | —                                      | —                                      | —                                      | —                                      | —                                      | —                                      | —                                      | —                                      | The Entertainer    |
| 2015                                         | "The Way We Are"                         | —                                      | —                                      | —                                      | —                                      | —                                      | —                                      | —                                      | —                                      | —                                      | —                                      | —                                      | Do It for Love     |
| 2015                                         | "Tallest Girl"                           | —                                      | —                                      | —                                      | —                                      | —                                      | —                                      | —                                      | —                                      | —                                      | —                                      | —                                      | Do It for Love     |
| Outros singles                               |                                          |                                        |                                        |                                        |                                        |                                        |                                        |                                        |                                        |                                        |                                        |                                        |                    |
| 2006                                         | "Superficial"                            | —                                      | —                                      | —                                      | —                                      | —                                      | —                                      | —                                      | —                                      | —                                      | —                                      | —                                      | single Promocional |
| 2009                                         | "Colours of the Rainbow" [A]             | —                                      | —                                      | —                                      | —                                      | —                                      | —                                      | —                                      | —                                      | —                                      | —                                      | —                                      | single Promocional |
| 2012                                         | "Do It Our Way (Play)"                   | 53                                     | —                                      | —                                      | —                                      | —                                      | —                                      | —                                      | —                                      | —                                      | —                                      | —                                      | single Promocional |
| "—" não entrou na tabela musical desse país. |                                          |                                        |                                        |                                        |                                        |                                        |                                        |                                        |                                        |                                        |                                        |                                        |                    |

Notas
- A ^ "Colours of the Rainbow" é apenas um single digital europeu.[14][15]

## Videoclipes

### A solo
| Ano  | Vídeo                  | Director                        |
| ---- | ---------------------- | ------------------------------- |
| 2006 | "Lipstick"             | Paul Gore                       |
| 2006 | "Knockdown"            | J.T.                            |
| 2008 | "The Boy Does Nothing" | Michael Gracey and Pete Commins |
| 2009 | "Breathe Slow"         | Max & Dania                     |
| 2009 | "Let's Get Excited"    | Max & Dania                     |

### Colaborações
| Ano  | Artista | Vídeo               | Dirigido por |
| ---- | ------- | ------------------- | ------------ |
| 2004 | N*E*R*D | "She Wants to Move" | David Meyers |

## Outras aparências
| Ano  | Canção       | Notas                                                      |
| ---- | ------------ | ---------------------------------------------------------- |
| 2008 | "4 U I Will" | - Gravado num anúncio publicitário para a marca Ford Focus |